# La mandolina del capità Corelli
La mandolina del capità Corelli (títol original: Captain Corelli's Mandolin) és una pel·lícula britànico-franco-estatunidenca de John Madden, estrenada l'any 2001, adaptació del llibre de Louis de Bernières, La Mandoline del capità Corelli, aparegut l'any 1993. Ha estat doblada al català. La pel·lícula està ambientada a la Segona Guerra Mundial durant l'ocupació de les tropes italianes a l'illa grega de Cefalònia. Nicolas Cage interpreta Antonio Corelli, un capità italià que durant la invasió s'enamora d'una jove grega: Pelàgia; a qui dona vida Penélope Cruz.

## Argument
Durant la Segona Guerra Mundial, el capità Antonio Corelli dirigeix una guarnició italiana a la Grècia ocupada, en l'illa de Cefalònia. Després d'haver-se instal·lat a la casa del Dr. Iannis i de la seva filla Pelagia, encanta fàcilment la població, i la filla del metge. Però aquesta espera el seu estimat, un militar de l'exèrcit grec. Mentre que desitja quedar-se en aquesta illa que acaba per estimar, les tropes italianes són a punt de marxar. El Capità Corelli ha de fer una tria entra la seva pàtria i Pelagia i s'ha d'enfrontar a la seva consciència.

## Repartiment
- Nicolas Cage: capità Antonio Corelli
- Penélope Cruz: Pelagia
- John Hurt: Dr. Iannis
- Christian Bale: Mandras
- Irène Papàs: Drosoula
- David Morrissey: capità Günther Weber
- Vincent Riotta: Quartermaster
- Gerasimos Skiadaressis: M. Stamatis
- Aspasia Kralli: Sra. Stamatis
- Michael Yannatos: Kokolios
- Viki Maragaki: Eleni
- Joanna-Daria Adraktas: Lemoni (de jove)
- Anirà Tavlaridis: Lemoni (més gran)
- Katerina Didaskalu: La mare de Lemoni
- Emilios Chilakis: Dimitris
- Massimiliano Pazzaglia: el capità